# بيتي وايت
بيتي ماريون وايت لودين (Betty Marion White Ludden) (وُلِدت في السابع عشر من يناير عام 1922م - 31 ديسمبر 2021)، المعروفة باسم بيتي وايت، كانت ممثلة أمريكية وممثلة كوميدية ومغنية ومؤلفة، وشخصية تليفزيونية بارزة. وامتدت حياتها المهنية لأكثر من سبعة عقود، وهي معروفة للجمهور المعاصر بأدوارها التليفزيونية مثل سو آن نيفينز (Sue Ann Nivens) في ماري تايلر مور شو (The Mary Tyler Moore Show) وروز نايلوند (Rose Nylund) في الفتيات الذهبيات (The Golden Girls). ومنذ وفاة الممثلة التي شاركتها التمثيل رو ماكلاناهان (Rue McClanahan) عام 2010، أصبحت هي «الفتاة الذهبية الوحيدة» على قيد الحياة حتى وفاتها يوم 31 ديسمبر 2021. ولعبت أيضا دور إلكا أوستروفسكي (Elka Ostrovsky) في البرنامج الكوميدي الذي عرض على شبكة تلفزيون تي في لاند (TV Land) والمعروف باسم هوت في كليفلاند (Hot in Cleveland)، كما أنها قدمت برنامج الفصول المضحكة بيتي وايت المجنونة (Betty White's Off Their Rockers).
فازت وايت بسبع جوائز إيمي (ست جوائز للتمثيل) وتم ترشيحها عشرين مرة لجائزة إيمي على مدار حياتها المهنية، بما في ذلك كونها أول امرأة على الإطلاق تفوز بجائزة إيمي لتقديم برامج المسابقات (للبرنامج القصير رجال فقط! (Just Men)) كما أنها الشخص الوحيد الحائز على جائزة إيمي في جميع الفئات الكوميدية التي قامت النساء بأدائها. وفي مايو عام 2010م، أصبحت وايت هي أكبر شخصية تستضيف ساترداي نايت لايف (Saturday Night Live)، التي نالت عليها أيضًا جائزة برايم تايم إيمي (Primetime Emmy Award). وتحمل وايت أيضًا الرقم القياسي لأطول فترة بين تسميات جائزة إيمي للتمثيل – كانت الأولى عام 1951م والأكثر حداثة كانت عام 2011م، وهي الفترة التي تقدر بستين عامًا – ولقد أصبحت أكبر المرشحين سنًا في عمر التسعين عامًا. وقدمت ظهورًا منتظمًا في برامج المسابقات كلمة السر (Password)، ولعبة المواءمة (Match Game)، كما لعبت أدوارًا متكررة في عائلة أمي (Mama's Family)، وبوسطن ليغال (Boston Legal)، والجرئ والجميلة (The Bold and the Beautiful)، والمجتمع (Community).

## النشأة
وُلِدت بيتي ماريون وايت في أوك بارك، إلينوي في السابع عشر من يناير عام 1922م، وهي ابنة تيس كيرتس (Tess Curtis) (نيي كاشيكاس) (née Cachikis)، ربة منزل، وهوراس لورانس وايت (Horace Lawrence White)، بائع متجول ومهندس كهربائي. كانت والدتها من أصول يونانية، وإنجليزية، وويلزية، كما كان والدها من أصول دنماركية وإنجليزية. انتقلت أسرة وايت إلى لوس أنجلوس، كاليفورنيا أثناء الكساد الكبير. تعلمت بيتي في مدرسة هوراس مان بيفرلي هيلز ومدرسة بيفرلي هيلز الثانوية. وعلى أمل أن تصبح كاتبة، قامت بكتابة وبطولة مسرحية التخرج في مدرسة هوراس مان واكتشفت اهتمامها بالتمثيل.

## المهنة
- 1939–1973: المهنة الإذاعية، والحياة مع إليزابيث وريادة التليفزيون
- 1973–1985: مواصلة النجاح، والأعمال الكوميدية، وماري تايلر مور شو
- 1985–2000: الفتيات الذهبيات ومشارف مهنة جديدة
- 2000–2021: دعامة هوليوود الأساسية وانتعاش المهنة

## الوفاة
توفيت بيتي وايت في 31 ديسمبر2021 عن عمر ناهز التاسعة والتسعين.

## وصلات خارجية
- بيتي وايت على موقع IMDb (الإنجليزية)
- بيتي وايت على موقع الموسوعة البريطانية (الإنجليزية)
- بيتي وايت على موقع روتن توميتوز (الإنجليزية)
- بيتي وايت على موقع ألو سيني (الفرنسية)
- بيتي وايت على موقع ميوزك برينز (الإنجليزية)
- بيتي وايت على موقع تيرنر كلاسيك موفيز (الإنجليزية)
- بيتي وايت على موقع أول موفي (الإنجليزية)
- بيتي وايت على موقع قاعدة بيانات الأفلام السويدية (السويدية)
- بيتي وايت على موقع إن إن دي بي (الإنجليزية)
- بيتي وايت على موقع قاعدة بيانات الفيلم (الإنجليزية)